# العلاقات الجامايكية الموزمبيقية
العلاقات الجامايكية الموزمبيقية هي العلاقات الثنائية التي تجمع بين جامايكا وموزمبيق.

## مقارنة بين البلدين
هذه مقارنة عامة ومرجعية للدولتين:
| وجه المقارنة                                              | جامايكا       | موزمبيق          |
| --------------------------------------------------------- | ------------- | ---------------- |
| المساحة (كم2)                                             | 10.99 ألف     | 801.59 ألف       |
| عدد السكان (نسمة)                                         | 2.95 مليون    | 29.67 مليون      |
| الكثافة السكانية (ن./كم²)                                 | 268.43        | 37.01            |
| العاصمة                                                   | كينغستون      | مابوتو           |
| اللغة الرسمية                                             | لغة إنجليزية  | اللغة البرتغالية |
| العملة                                                    | دولار جامايكي | متكال موزمبيقي   |
| الناتج المحلي الإجمالي (بليون دولار)                      | 14.77 مليار   | 12.33 مليار      |
| الناتج المحلي الإجمالي (تعادل القوة الشرائية) بليون دولار | 24.79 مليار   | 33.35 مليار      |
| الناتج المحلي الإجمالي الاسمي للفرد دولار أمريكي          | 5.23 ألف      | 529              |
| الناتج المحلي الإجمالي للفرد دولار أمريكي                 | 8.88 ألف      | 1.13 ألف         |
| مؤشر التنمية البشرية                                      | 0.719         | 0.416            |
| رمز المكالمات الدولي                                      | +1876         | +258             |
| رمز الإنترنت                                              | .jm           | .mz              |
| المنطقة الزمنية                                           | 00            | ت ع م+02:00      |

## منظمات دولية مشتركة
يشترك البلدان في عضوية مجموعة من المنظمات الدولية، منها:
| علم المنظمة | اسم المنظمة                                 | تاريخ انضمام جامايكا | تاريخ انضمام موزمبيق |
| ----------- | ------------------------------------------- | -------------------- | -------------------- |
|             | الاتحاد البريدي العالمي                     | ?                    | ?                    |
|             | دول الكومنولث                               | ?                    | 1995                 |
|             | منظمة التجارة العالمية                      | ?                    | ?                    |
|             | الأمم المتحدة                               | 18 سبتمبر 1962       | 16 سبتمبر 1975       |
|             | منظمة حظر الأسلحة الكيميائية                | ?                    | ?                    |
|             | وكالة ضمان الاستثمار متعدد الأطراف          | 12 أبريل 1988        | 23 نوفمبر 1994       |
|             | منظمة الشرطة الجنائية الدولية               | ?                    | ?                    |
|             | مجموعة دول أفريقيا والكاريبي والمحيط الهادئ | ?                    | ?                    |
|             | مؤسسة التمويل الدولية                       | 31 مارس 1964         | 24 سبتمبر 1984       |
|             | الاتحاد الدولي للاتصالات                    | 18 فبراير 1963       | 4 نوفمبر 1975        |
|             | المنظمة الهيدروغرافية الدولية               | ?                    | ?                    |
|             | البنك الدولي للإنشاء والتعمير               | 21 فبراير 1963       | 24 سبتمبر 1984       |
|             | المركز الدولي لتسوية المنازعات الاستشارية   | 14 أكتوبر 1966       | 7 يوليو 1995         |
|             | يونسكو                                      | 7 نوفمبر 1962        | 11 أكتوبر 1976       |

## وصلات خارجية
- موقع وزارة الخارجية الجامايكية
- موقع وزارة الخارجية الموزمبيقية